# Ogród zoologiczny w Nowosybirsku

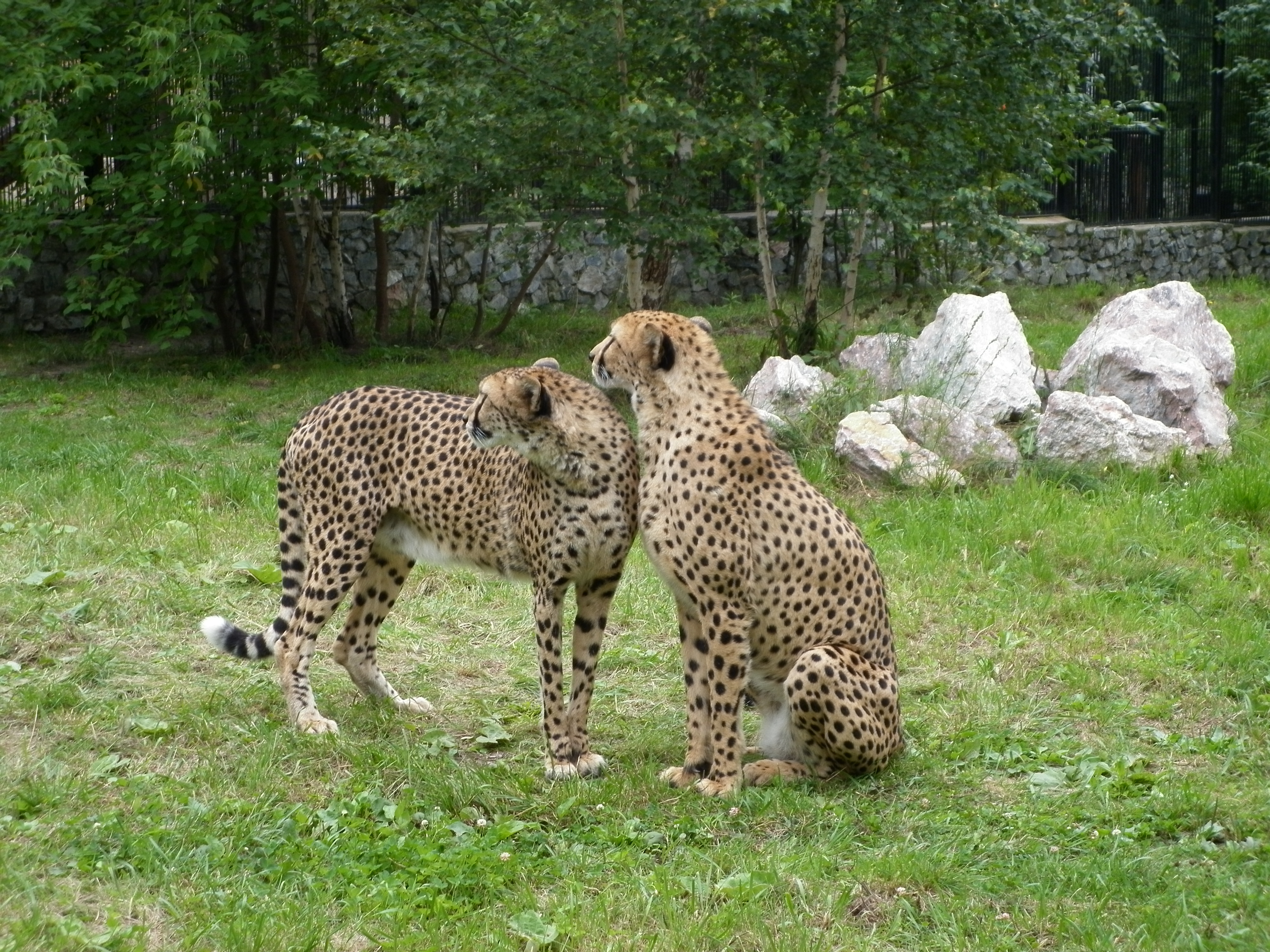
Gepardy w nowosybirskim zoo

Ogród zoologiczny w Nowosybirsku (ros. Новосибирский зоопарк) – ogród zoologiczny o powierzchni 60 ha założony w 1947 w Nowosybirsku, jeden z największych w Federacji Rosyjskiej. Jest członkiem Europejskiego Stowarzyszenia Ogrodów Zoologicznych i Akwariów i Światowego Stowarzyszenia Ogrodów Zoologicznych i Akwariów. Każdego roku nowosybirskie zoo jest odwiedzane przez około milion osób.

## Historia
Początki nowosybirskiego ogrodu zoologicznego są związane z działalnością oświatowo-kulturalną miejscowej społeczności. W 1933 powstała mała placówka związana z kilkoma szkołami technicznymi w mieście. W 1937 liczyła ona 50 gatunków ptaków i 35 innych gatunków, głównie z terenów obwodu nowosybirskiego. Jeszcze w tym samym roku rada miejska w planie generalnym dla miasta przewidziała budowę, na bazie dotychczasowej placówki, ogrodu zoologicznego z prawdziwego zdarzenia i przeznaczyła na jego powstanie ok. 70 hektarów oraz rozpoczęła gromadzenie funduszy. Atak Niemiec na ZSRR w 1941 sprawił, że projekt ten nie został zrealizowany. Jednak do miasta, obok wielkiego przemysłu i kolekcji muzealnych, ewakuowano także zwierzęta z objętych wojną ogrodów zoologicznych. Wojenne zoo zyskało na wielkiej popularności wśród mieszkańców miasta. Dlatego po zakończeniu wojny decyzją Rady Miasta Nowosybirska oraz Sowieckiej Rady Ministrów powołano do życia Ogród zoologiczny w Nowosybirsku. Było to pierwsze zoo na Syberii i jedyne w tym czasie znajdujące się na wschód od Uralu. Zajmowało powierzchnię 0,84 hektara i pod jego opieką znajdowały się 34 gatunki ssaków i 20 gatunków ptaków. Od samego początku baza lokalowa zoo była niesatysfakcjonująca. W 1949 podjęto decyzję o budowie nowego zoo, ale nie została ona zrealizowana. Mimo to powoli rozbudowywano istniejący ogród zoologiczny.
W 1953 kolekcja zoo liczyła 230 zwierząt, należących do 72 różnych gatunków. Liczba ta powoli wzrastała, w 1956 zoo zamieszkiwały już 82 gatunki. W 1957 w zoo wybuchł pożar, którego rozprzestrzenianie się ułatwiało używanie drewnianych klatek. Generalnie rzecz biorąc zoo nie było przystosowane do opieki nad egzotycznymi zwierzętami, głównie z powodu uciążliwego syberyjskiego klimatu. Wielokrotnie podejmowano decyzje o rozbudowie ogrodu zoologicznego lub budowie nowego (np. w 1959 i 1978), ale decyzje administracyjne pozostawały martwe z braku środków. Udało się natomiast unowocześnić już istniejące budynki, zapewnić zwierzętom większy komfort oraz systematycznie powiększać ich liczbę. W 1985 żyły w nim 824 zwierzęta reprezentujące 271 różnych gatunków. W 1986 kolejny raz zadecydowano o budowie nowego zoo w mieście. Tym razem skutecznie: w 1991 budowa została ukończona. W 1994 pod opieką pracowników znajdowało się 9906 zwierząt z 423 różnych gatunków. Nowosybirskie Zoo stało się więc jednym z największych w Federacji Rosyjskiej.
W 2000 roku zoo zasłynęło w świecie, gdy nieoczekiwanie odnaleziono w nim uznane za wymarłe lwy kapskie. W 2004 w nowosybirskim zoo przyszedł na świat legrys – mieszaniec tygrysicy i lwa. W 2008 nowosybirskie zoo znalazło się w finale konkursu Siedem cudów Rosji. Zoo nieustannie się rozwija: w 2007 ukończono budowę pawilonu zwierząt tropikalnych, w 2008 dla niedźwiedzi polarnych, a w 2009 nowego terrarium. W 2012 rozpoczęto prace nad budową nowoczesnego delfinarium.